# Polymerus tinctipes
Polymerus tinctipes är en insektsart som beskrevs av Knight 1923. Polymerus tinctipes ingår i släktet Polymerus och familjen ängsskinnbaggar. Inga underarter finns listade i Catalogue of Life.